# Лудвиг II (Хесен-Дармщат)
Вижте пояснителната страница за други личности с името Лудвиг II.
Лудвиг II фон Хесен-Дармщат (на немски: Ludwig II von Hessen-Darmstadt, 26 декември 1777, Дармщат, † 16 юни 1848, Дармщат) от род Дом Хесен, е от 1830 до 1848 г. велик херцог на Хесен и при Рейн.

## Биография
Лудвиг е най-големият син и наследник на велик херцог Лудвиг I фон Хесен (1753 – 1830) и съпругата му принцеса Луиза Хенриета Каролина (1761 – 1829), дъщеря на принц Георг Вилхелм (1722 – 1782).
От 1795 г. Лудвиг следва в университет Лайпциг. На 19 юни 1804 г. той се жени в Карлсруе за братовчедката си Вилхелмина фон Баден (1788 – 1836), най-малката дъщеря на принц Карл Лудвиг фон Баден (1755 – 1801) и Амалия фон Хесен-Дармщат (1754 – 1832), дъщеря на Лудвиг IX фон Хесен-Дармщат.
През 1804 г. Лудвиг участва при императорското короноване на Наполеон I в Париж. Лудвиг присъства на княжеския конгрес в Ерфурт и на Виенския конгрес. Той е в Париж и при короноването на Луи XVIII.
По времето на Мартенската революция Лудвиг дава сърегентство на 5 март 1848 г. на своя син Лудвиг III.

## Деца
Лудвиг II има седем деца, от които оживяват трима сина и една дъщеря:
- Лудвиг III (1806 – 1877), велик херцог на Хесен
- Карл (1809 – 1877)
- Елизабет (1821 – 1826)
- Александър (1823 – 1888), нарича се по-късно Батенберг
- Мария Александровна (1824 – 1880)

∞ 1841 за цар Александър II от Русия (1818 – 1881)